# La Ceiba (Reforma)
La Ceiba es una localidad del municipio de Reforma ubicado en el noroeste del estado mexicano de Chiapas.

## Geografía
La localidad de La Ceiba se sitúa en las coordenadas geográficas 17°54′46″N 93°12′58″O / 17.912778, -93.216111, a una elevación de 17 metros sobre el nivel del mar.

## Demografía
Según el Conteo de Población y Vivienda 2020, efectuado por el Instituto Nacional de Estadística y Geografía, la localidad de La Ceiba tiene 375 habitantes, de los cuales 186 son del sexo masculino y 189 del sexo femenino. Su tasa de fecundidad es de 2.81 hijos por mujer y tiene 84 viviendas particulares habitadas.
| Gráfica de evolución demográfica de La Ceiba entre 1940 y 2020 |
|                                                                |
| INEGI.                                                         |